# Funktionsrättsflaggan Precious
Funktionsrättsflaggan Precious, även kallad The Disability Flag Precious, är en flagga som representerar personer med funktionsnedsättning oavsett typ. Den är partipolitiskt och religiöst obunden och symboliserar stolthet, mångfald och allas lika värde. Flaggan skapades av den svenska funktionsrättsaktivisten Jeanette Fridh och lanserades i september 2021.

## Historia och syfte
Funktionsrättsflaggan Precious designades av Jeanette Fridh, en svensk funktionsrättsaktivist, som en symbol för inkludering och rättvisa för personer med funktionsnedsättningar. Inspirationen till flaggan kom från Fridhs erfarenheter som förälder till ett barn med intellektuell funktionsnedsättning och epilepsi. Hennes engagemang inom funktionsrättsrörelsen och ambitionen att skapa en gemensam visuell symbol för personer med funktionsnedsättning låg till grund för flaggans utformning.
Flaggan presenterades offentligt för första gången den 5 december 2021 vid en manifestation på Sankt Johannesplan i Malmö. Evenemanget anordnades för att uppmärksamma FN:s internationella funktionshinderdag, som infaller den 3 december varje år. Sedan dess har flaggan tagits upp av olika organisationer och använts i sammanhang som syftar till att synliggöra funktionsrättsfrågor och stärka medvetenheten om rättigheter för personer med funktionsnedsättning.

## Design och symbolik
Funktionsrättsflaggan Precious har en design som symboliserar mångfald och inkludering. Flaggan är vertikalt fyrdelad i lila, ljusblått, grönt och gult, med ett centralt placerat jordklot i lila. Jordklotet är överlagt med diagonala färgfält i rosa, blått, grönt, gult och rött.
Runt jordklotet återfinns mörklila symboler som representerar olika former av mänsklig mångfald. Dessa inkluderar stiliserade silhuetter av personer med och utan rullstol. Symbolernas jämna placering runt jorden illustrerar jämlikhet, global delaktighet och allas lika värde, oavsett funktionsförmåga eller könsidentitet.
Flaggans högra del innehåller fyra grafiska symboler som ytterligare representerar olika funktionsnedsättningar, såsom synnedsättning, intellektuell funktionsnedsättning, neurodiversitet, rörelsenedsättning och hörselnedsättning.

### Färgernas betydelse[13]
- Gult – Hopp. Hexadecimal färgkod och RGB-färgkod: #FFF451 RGB(255, 244, 81)
- Grönt – Liv. Hexadecimal färgkod och RGB-färgkod: #298E45 RGB(41, 142, 69)
- Ljus blått – Äkta. Hexadecimal färgkod och RGB-färgkod: #9AD5F1 RGB(154, 213, 241)
- Mörk blått – Äkta. Hexadecimal färgkod och RGB-färgkod: #217CF1 RGB(33, 124, 241)
- Lila – Positiv. Hexadecimal färgkod och RGB-färgkod: #6B2176 RGB(107, 33, 118)
- Rosa – Kärlek och omtanke. Hexadecimal färgkod och RGB-färgkod: #F276A8 RGB(242, 118, 168)
- Rött – Kraft. Hexadecimal färgkod och RGB-färgkod: #E0292C RGB(224, 41, 44)

### Symbolernas betydelse[13]
- Ögat – Personer med synnedsättning
- Ansikten – Personer med synliga och osynliga funktionsnedsättningar
- Rullstol – Tillgänglighet och rörelsehinder
- Örat – Personer med hörselnedsättning och teckenspråkiga

## Användning av flaggan
Funktionsrättsflaggan Precious används i samband med evenemang, manifestationer och kampanjer som syftar till att uppmärksamma funktionsrätt och inkludering. Den används bland annat vid Manifestivalen, som hålls årligen i augusti, samt vid Funkisfestivalen, en årlig melodifestival för personer från 15 år och uppåt med kognitiva eller neuropsykiatriska funktionsnedsättningar inom LSS. Flaggan har blivit en etablerad symbol i arbetet för rättigheter för personer med funktionsnedsättningar, och har synts vid protester och initiativ för ökad tillgänglighet och mot diskriminering. Flaggan hissas även årligen av Malmö kommun i samband med temadagar och arrangemang kopplade till funktionsrätt.
Flaggans fortsatta användning i Sverige speglar det pågående behovet av synliggörande av funktionsrättsfrågor. Aktuella rapporter visar att det, trots vissa framsteg, kvarstår betydande utmaningar när det gäller tillgång till stöd, tillgänglighet och lika rättigheter för personer med funktionsnedsättning i Sverige.
För att förstärka flaggans budskap togs även en tillhörande sång fram med titeln We Are Precious, som släpptes den 28 maj 2025. Låten fungerar som flaggans röst och är ett musikaliskt uttryck för värde, gemenskap och inkludering.

## Utmärkelser
Funktionsrättsflaggan Precious och dess skapare Jeanette Fridh har fått nationell uppmärksamhet i samband med flera officiella utmärkelser för sitt arbete med att synliggöra funktionsrättsfrågor. År 2023 tilldelades Fridh Eleonorapriset av Malmö stad för att ha utvecklat en inkluderande symbol som bidrar till att stärka medvetenheten om mänskliga rättigheter och jämlikhet. Samma år mottog hon även Funkispriset för flaggans betydelse som gemensam visuell symbol inom funktionsrättsrörelsen. 
År 2024 utsågs Fridh till ”Årets Aktivist” av FUB Malmö för sitt engagemang inom funktionsrättsområdet. Vid Diversity Index Award-galan 2023 uppmärksammades flaggan ytterligare när Fridh utsågs till “Årets förebild 2024” för sitt långsiktiga arbete med att främja mångfald och inkludering genom symbolik.